# Милковел (Вранча)
Милковел (рум. Milcovel) насеље је у Румунији у округу Вранча у општини Мера. Oпштина се налази на надморској висини од 315 m.

## Становништво
Према подацима из 2002. године у насељу је живело 360 становника, од којих су сви румунске националности.